# Gornji Štrpci
Gornji Štrpci (cyr. Горњи Штрпци) – wieś w Bośni i Hercegowinie, w Republice Serbskiej, w gminie Prnjavor. W 2013 roku liczyła 1157 mieszkańców.